# Тевфік Киш
Тевфік Киш (тур. Tevfik Kış; 10 серпня 1934, Карги, провінція Чорум — 4 вересня 2019) — турецький борець греко-римського стилю, дворазовий чемпіон та срібний призер чемпіонатів світу, чемпіон Європи, чемпіон Олімпійських ігор. У 2011 році введений до Всесвітньої Зали слави Міжнародної федерації об'єднаних стилів боротьби.

## Життєпис
Боротьбою почав займатися з 1948 року. Продовжував активно виступати до 1968 року.
Після завершення спортивної кар'єри перейшов на тренерську роботу. Тренував національну команду Туреччини. Є членом-засновником Федерації боротьби Туреччини. Кілька років керував цією організацією.
Одружений, мав двох дітей. Займався торгівлею. Жив в Анкарі.

## Спортивні результати на міжнародних змаганнях

### Виступи на Олімпіадах
| Змагання                    | Збірна    | Вагова категорія                 | Місце  |
| --------------------------- | --------- | -------------------------------- | ------ |
| Літні Олімпійські ігри 1960 | Туреччина | греко-римська боротьба, до 87 кг | Золото |

### Виступи на Чемпіонатах світу
| Змагання                        | Збірна    | Вагова категорія                 | Місце  |
| ------------------------------- | --------- | -------------------------------- | ------ |
| Чемпіонат світу з боротьби 1961 | Туреччина | греко-римська боротьба, до 87 кг | 4      |
| Чемпіонат світу з боротьби 1962 | Туреччина | греко-римська боротьба, до 87 кг | Золото |
| Чемпіонат світу з боротьби 1963 | Туреччина | греко-римська боротьба, до 87 кг | Золото |
| Чемпіонат світу з боротьби 1965 | Туреччина | греко-римська боротьба, до 87 кг | 4      |
| Чемпіонат світу з боротьби 1966 | Туреччина | греко-римська боротьба, до 87 кг | Срібло |

### Виступи на Чемпіонатах Європи
| Змагання                         | Збірна    | Вагова категорія                 | Місце  |
| -------------------------------- | --------- | -------------------------------- | ------ |
| Чемпіонат Європи з боротьби 1966 | Туреччина | греко-римська боротьба, до 87 кг | Золото |
| Чемпіонат Європи з боротьби 1967 | Туреччина | греко-римська боротьба, до 87 кг | 5      |

### Виступи на інших змаганнях
| Змагання                    | Збірна    | Вагова категорія                 | Місце  |
| --------------------------- | --------- | -------------------------------- | ------ |
| Середземноморські ігри 1959 | Туреччина | греко-римська боротьба, до 97 кг | Золото |